# کریستین الیز
کریستین الیز (انگلیسی: Christine Elise؛ زادهٔ ۱۲ فوریهٔ ۱۹۶۵) یک هنرپیشه، عکاس، و فیلم‌نامه‌نویس اهل ایالات متحده آمریکا است.
او در فیلم خط صورتی نازک بازی کرده است.